# Moa Hjelmer
Moa Elin Marianne Hjelmer (Stoccolma, 19 giugno 1990) è una velocista svedese.

## Palmarès
| Anno | Manifestazione    | Sede       | Evento      | Risultato  | Prestazione | Note             |
| ---- | ----------------- | ---------- | ----------- | ---------- | ----------- | ---------------- |
| 2008 | Mondiali juniores | Bydgoszcz  | 400 m piani | Semifinale | 54"12       |                  |
| 2009 | Europei juniores  | Novi Sad   | 400 m piani | Bronzo     | 54"01       |                  |
| 2010 | Europei           | Barcellona | 4 × 100 m   | 7ª         | 43"75       |                  |
| 2011 | Europei under 23  | Ostrava    | 200 m piani | Argento    | 23"24       |                  |
| 2011 | Mondiali          | Taegu      | 200 m piani | Batteria   | 23"31       |                  |
| 2011 | Mondiali          | Taegu      | 400 m piani | Semifinale | 52"35       |                  |
| 2012 | Mondiali indoor   | Istanbul   | 400 m piani | Semifinale | 52"29       |                  |
| 2012 | Europei           | Helsinki   | 400 m piani | Oro        | 51"13       |                  |
| 2013 | Europei indoor    | Göteborg   | 400 m piani | Bronzo     | 52"04       | Record nazionale |
| 2013 | Europei indoor    | Göteborg   | 4 × 400 m   | 5ª         | 3'34"61     |                  |
| 2013 | Mondiali          | Mosca      | 200 m piani | Batteria   | 23"33       |                  |
| 2013 | Mondiali          | Mosca      | 400 m piani | Batteria   | 52"39       |                  |
| 2015 | World Relays      | Nassau     | 4 × 100 m   | 15ª        | 44"97       |                  |
| 2018 | Europei           | Berlino    | 4 × 400 m   | Batteria   | 3'32"61     |                  |